# Lin Hung-ju
Lin Hung-ju (chinesisch 林宏儒, Pinyin Lín Hóngrú; * 14. März 1990) ist ein taiwanischer Eishockeyspieler, der seit 2015 bei den New Taipei Islanders in der Chinese Taipei Hockey League spielt.

## Karriere
Lin Hung-Ju begann seine Karriere bei den New Taipei Islanders in Taipeh, für die er 2015 in der Chinese Taipei Hockey League debütierte.

### International
Im Juniorenbereich spielte Lin bei der U18-Weltmeisterschaft 2008 und der U20-Weltmeisterschaft 2010 jeweils in der Division III für Taiwan.
Lin nahm für die taiwanesischen Herren in den Jahren 2010, 2013, 2014, 2015 und 2016, als er mit der besten Plus/Minus-Bilanz zum besten Stürmer des Turniers und zum besten Spieler seiner Mannschaft gewählt wurde, jeweils am IIHF Challenge Cup of Asia teil und gewann mit seinem Land stets das Turnier.
Seinen ersten Einsatz bei einer Senioren-Weltmeisterschaft hatte er bei der Weltmeisterschaft 2019 in der Division III, als er gemeinsam mit dem Bulgaren Martin Bojadschiew zweitbester Vorlagengeber nach seinem Landsmann Weng To war und zum besten Spieler seiner Mannschaft gewählt wurde. Auch bei der Weltmeisterschaft 2023, als er als Topscorer (gemeinsam mit dem Thailänder Jan Isaksson), zweitbester Torschütze (nach Isaksson), zweitbester Vorbereiter (gemeinsam mit seinem Landsmann Shen Yen-lin und dem Turkmenen Pawel Barkowskiý nach dem Thailänder Ken Kindborn) sowie mit der besten Plus/Minus-Bilanz des Turniers maßgeblich zum erstmaligen Aufstieg der Taiwaner in die Division II beitrug und folgerichtig auch zum besten Spieler seiner Mannschaft gewählt wurde, spielte er in der Division III. Bei der Weltmeisterschaft 2024 spielte er in der Division II. Zudem stand er im Aufgebot seines Landes bei den Winter-Asienspielen 2011 und 2017 und bei den Olympiaqualifikationsturnieren für die Winterspiele in Peking 2022 und in Mailand 2026.

## Erfolge und Auszeichnungen
- 2010 Goldmedaille beim IIHF Challenge Cup of Asia
- 2013 Goldmedaille beim IIHF Challenge Cup of Asia
- 2014 Goldmedaille beim IIHF Challenge Cup of Asia
- 2015 Goldmedaille beim IIHF Challenge Cup of Asia
- 2016 Goldmedaille beim IIHF Challenge Cup of Asia
- 2016 Bester Stürmer und beste Plus/Minus-Bilanz beim IIHF Challenge Cup of Asia
- 2023 Aufstieg in die Division II, Gruppe B, bei der Weltmeisterschaft der Division III, Gruppe A
- 2023 Topscorer und beste Plus/Minus-Bilanz bei der Weltmeisterschaft der Division III, Gruppe A